# ウルシオール
ウルシオール (Urushiol) はウルシ科の植物、特にウルシ属に多く含まれている物質である。真島利行が構造決定し、三山喜三郎が命名した。

## 解説
ウルシオールはウルシ科の多くの植物に含まれ、カシューナッツの殻やマンゴーの果実の皮にも見られる。触れると皮膚に発疹を生じることがある。語源は日本語の漆である。湿潤な環境の下で樹液が酸化、重合すると粘度の高い液体となり、伝統的な漆器の製造に用いられる。20世紀初頭には、ウルシオールの化学反応によって漆の固化が生じることが明らかにされた。
ウルシオールは沸点が摂氏200 - 210度の淡黄色の粘稠な液体で、アルコールとエーテルに可溶であるが、水にはほぼ不溶である。化学的には、ウルシオールはいくつかの構造のよく似た化合物の混合物である。それぞれは15 - 17個の炭素からなるアルキル鎖が置換したカテコールである。アルキル鎖は飽和のものも不飽和のものもあり、ウルシオールにはこれらが混在している。混合物の割合は原料の種によって決まっている。例えば、Toxicodendron diversilobum (英: poison oak) のウルシオールには C17 の側鎖がついたカテコールが多く含まれるが、ポイズンアイビー（英: poison ivy; 学名: Toxicodendron radicans）や Toxicodendron vernix (英: poison sumac) のウルシオールには C15 のものが多い。触れた場合の発疹の出方は側鎖の飽和度に依存する。飽和側鎖のウルシオールでかぶれる人の割合は半分以下だが、不飽和のウルシオールでは 90 % 以上の人がかぶれる。
| 図 | R = (CH2)14CH3 R = (CH2)7CH=CH(CH2)5CH3 R = (CH2)7CH=CHCH2CH=CH(CH2)2CH3 R = (CH2)7CH=CHCH2CH=CHCH=CHCH3 R = (CH2)7CH=CHCH2CH=CHCH2CH=CH2 他 |

## ウルシオールに似た物質
- ラッコール (laccol) - ツタウルシの葉などに含まれる。
- チチオール (thitsiol) - タイ・ミャンマー産の漆（ビルマウルシ; 学名: Gluta usitata; ビルマ語: သစ်စေး、IPA: /sɪʔsí~t̪ɪʔsí/[2] スィッスィーあるいはティッスィー; 西欧の文献における慣用表記: thitsi）に多く含まれる。
- マンゴール　マンゴーに含まれる。
- カルドール　同上。